# Blakely (Georgia)
Blakely è una città degli Stati Uniti d'America, situata nello Stato della Georgia e in particolare nella contea di Early, della quale è il capoluogo.